# Letsemeng
Letsemeng es un municipio local sudafricano situado en el distrito de Xhariep, en la provincia de Estado Libre.

## Superficie
Letsemeng tiene una superficie de 9826 km².

## Demografía
En 2022, tenía 43 101 habitantes, una densidad poblacional de 4,38 hab./km², y 10 940 viviendas.